# Dolna Grupa
Dolna Grupa – wieś kociewska w Polsce położona w województwie kujawsko-pomorskim, w powiecie świeckim, w gminie Dragacz, na trasie linii kolejowej nr 208 Grudziądz – Laskowice Pomorskie, z przystankiem kolejowym Dolna Grupa (przystanek kolejowy), który do czerwca 2025 roku nosił nazwę Górna Grupa. Wieś stanowi ważny węzeł drogowy – łączą się tu drogi krajowe nr 16 i 91, a także droga wojewódzka nr 272. W pobliżu miejscowości przebiega także autostrada A1 będąca fragmentem trasy europejskiej E75. W okresie PRL, do 1985 roku, w miejscowości krzyżowały się drogi państwowe nr 36 (część ówczesnej drogi międzynarodowej E16) i nr 172.
W kwietniu 2008 roku miejscowość nawiedziła trąba powietrzna.

## Mennonici
W 1625 roku w miejscowości osiedlili się mennonici. Mieli oni za zadanie zagospodarować obszary w dolinie Wisły, która dotąd często była zalewana przez rzekę. Osiedlali się oni na tych ziemiach na prawie holenderskim. Oznacza to, że mogli oni czerpać zyski z tytułu dzierżawy, ale bez prawa do własności ziemi i bez możliwości nabycia jej przez zasiedzenie.

## Podział administracyjny i demografia
W latach 1934–1973 siedziba urzędu gminy Grupa. W latach 1975–1998 miejscowość administracyjnie należała do województwa bydgoskiego. Według Narodowego Spisu Powszechnego (III 2011 r.) liczyła 1175 mieszkańców. Jest drugą co do wielkości miejscowością gminy Dragacz. Od 2014 roku wójtem gminy Dragacz pozostaje Dorota Krezymon.